# Перо (Тревизо)
Перо (итал. Pero) је насеље у Италији у округу Тревизо, региону Венето.
Према процени из 2011. у насељу је живело 1104 становника. Насеље се налази на надморској висини од 17 м.